# ダニエラ・ビアンキ
ダニエラ・ビアンキ（Daniela Bianchi、1942年1月31日 - ）は、イタリアの女優・モデルである。

## 経歴

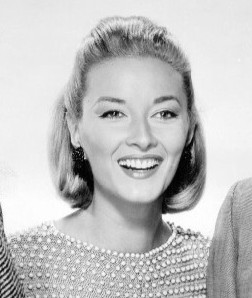

1942年1月31日、ローマに生まれる。ラツィオ州に生まれるとする資料もある。祖母は侯爵夫人、当時のイタリアではプリンセスに次ぐランクとみなされていた。父はイタリア軍大佐。
幼少時より厳しく訓練された生活を送る。少女時代はバレエを習う。やがて官能的な女性に成長するにつれ、ファションモデルとしての活動に関心を移す。
1960年、ミス・ローマに選ばれ、ラツィオ州を代表してミス・ユニバース・イタリアに参加。優勝。
同年のミス・ユニバース1960ではアメリカ代表のリンダ・ビメントに次いで総合第2位となった。また、ミス・フォトジェニックも受賞。1962年ミス・イタリア優勝とする資料もあるが、ミス・イタリアの公式サイトで確認は取れない。ミス・ユニバース準優勝以降は国際的にモデル活動を広げる。

### 女優として
イタリアのテレビでロッサノ・ブラッツィと共演、これがきっかけで映画のキャリアを開始。1958年、イタリア映画 『En cas de malheur』に出演。スクリーンデビュー。
1963年、 『007 ロシアより愛をこめて』でボンドガールに抜擢され、ハリウッドデビュー。彼女の出世作である。引き続きハリウッドでの成功をもくろむが、英語の勉強をしないことが障壁となった(後述)。
1968年、『The Last Chance』に出演、本格的な演技のキャリアとしては確認されている最後のものである。結婚後、家族との時間を優先するために映画産業より撤退。
2012年、ドキュメンタリー『We’re Nothing Like James Bond.』に出演。

## 私生活
1970年、ジェノヴァ出身の海運王Alberto Cameliと結婚。一人の男の子を設ける。

## その他

### 007 ロシアより愛をこめて
ボンドガールのオーディションには200人以上の候補者がいたが、イタリアの雑誌に掲載された彼女の写真を見た監督のテレンス・ヤングが彼女をロンドンに召喚、決定。当時21歳で、メインのボンドガールとしては当時最年少である。
実際のところ彼女は女優業にあまり関心がなかったという説もある。撮影中もチョコレートを食べイタリア小説を読んでマイペースに過ごした。監督に叱られても気にしないずぶとさにショーン・コネリーも好感を持ったと伝えられる。
撮影中、運転手の居眠り運転により交通事故が発生、彼女は顔を傷つけて撮影は2週間延期された。
彼女にとって本作は10年の映画キャリアの間に出演した唯一の英語フィルムである。ただし彼女の本当の声は作品に残っていない。イタリアなまりの強い英語はBarbara Jeffordによって吹き替えられた。イタリア語版はそれをMaria Pia Di Meoが吹き替えた。彼女はかろうじて英語を話す能力しかないと言う者もいる。実際、1964年のTV Guide誌のインタビューでも、LAの迷路のような道路網を理解できていないと発言している。
出演者の一人、アリジャ・ガー は、イスラエル代表としてミス・ユニバース1960に出場。トップ15に残る。ちなみに大会中、彼女のルームメイトだった。また、ミス・ジャマイカの出場経験者（入賞ならず）であるマルティーヌ・ベズウィックも出演している。

## 主な出演作品
- 1958
  - En cas de malheur(a.k.a. Love Is My Profession, in USA)  (uncredited)
- 1961
  - Les Démons de minuit(a.k.a. Midnight Folly)
- 1962
  - Una domenica d'estate (a.k.a. Always on Sunday, in USA) as Donatella
  - La spada del Cid (a.k.a.The Sword of El Cid) as Elvira
- 1963
  - 007 ロシアより愛をこめて  as Tatiana Romanova, 露: Татьяна Романова[14]
- 1964
  - Dr. Kildare(3 episodes) as Francesca Paolini
  - 暗殺指令 虎は新鮮な肉を好む (a.k.a. Code Name: Tiger, in USA) as Mehlica Baskine [15]
- 1965
  - Slalom (a.k.a. Snow Job, TV title in USA) as Nadia
- 1966
  - L'ombrellone (a.k.a. Weekend, Italian Style) as Isabella Dominici
  - Balearic Caper(a.k.a. Operation Gold)  as Mercedes
  - 地獄の挑戦状(a.k.a. Operation Lady Chaplin)  as Lady Arabella Chaplin [16]
  - Requiem per un agente segreto (a.k.a. Requiem for a Secret Agentin USA) as Evelyn
- 1967
  - 国際泥棒組織 (a.k.a. Your Turn to Die) as Arabella [17]
  - アルデンヌの戦い (a.k.a. Operation Kid Brother, in USA) as Maya Rafis[18]
  - Dalle Ardenne all'inferno(a.k.a. Dirty Heroes, in USA)  as Kristina von Keist [19]
- 1967
  - Scacco internazionale( a.k.a. The Last Chance, in USA)  as Helen Harris
- 2012
  - Noi non siamo come James Bond (a.k.a. We're Nothing Like James Bond) Herself